# Yun Seondo
Yun Seondo (En hangul: 윤선도; en hanja: 尹善道. Seúl, 1587-1671) fue un destacado poeta y oficial del gobierno coreano de la dinastía Joseon. Está considerado el mayor autor de la literatura coreana.
Cosechó un reconocimiento temprano como oficial. Sin embargo, fue expulsado debido a sus críticas ácidas dirigidas al poder. Trece años después volvió a la corte, convertido en tutor de la princesa real. Poco después volvió a ser expulsado. La mayor parte de su vida la pasó en su casa de campo, dedicado a la contemplación de la naturaleza, a la enseñanza y a la escritura de poesía.
Su composición más famosa es El calendario del pescador, un ciclo de cuarenta sijos, considerado como la obra de sijos más larga y ambiciosa de la literatura coreana clásica. En las tradiciones china y coreana, la figura del pescador representa al hombre sabio que vive con naturalidad y simplicidad.